# Brannon Braga
Brannon Braga (* 14. srpna 1965 Bozeman, Montana) je americký scenárista a televizní producent.
V roce 1990 se připojil k autorskému týmu seriálu Star Trek: Nová generace, jeho prvním úkolem bylo přepsání scénáře pro epizodu „Opět spolu“ společně s Ronaldem D. Moorem. Následně sám přepracoval skript pro díl „Záhadná zmizení“ a v roce 1991 se stal plnoprávným členem týmu. Do roku 1994, kdy seriál sedmou řadou končil, se podílel na vzniku 20 scénářů včetně závěrečného dvojdílu „Všechno dobré...“ (společně s Moorem), který získal cenu Hugo. Spolu s Ronaldem D. Moorem také napsal scénáře pro následující dva celovečerní filmy navazující na Novou generaci: Star Trek: Generace (1994) a Star Trek: První kontakt (1996).
Po skončení Nové generace se přesunul do štábu připravovaného seriálu Star Trek: Vesmírná loď Voyager, kde od jeho začátku v roce 1995 působil jako autor i jako producent. Po odchodu Jeri Taylorové v roce 1998 (na konci čtvrté sezóny) se stal výkonným producentem seriálu a v této pozici působil po dvě řady. V roce 1999 společně s Moorem napsali draft skriptu pro film Mission: Impossible II, který do finální podoby přepracoval Robert Towne. V rámci Voyageru se Braga autorsky podílel na celkem 48 epizodách v průběhu všech sedmi řad seriálu.
V průběhu natáčení a vysílání sedmé řady Voyageru (2000–2001) společně se šéfem Star Treku Rickem Bermanem již připravoval seriál Star Trek: Enterprise, po jehož celé vysílání (2001–2005) byl jeho výkonným producentem. Rovněž pro něj psal scénáře, podílel se na 37 skriptech. Celkově Brannon Braga sám napsal nebo spoluvytvořil ve Star Treku 107 scénářů, což je víc než kterýkoliv jiný scenárista v rámci tohoto titulu.
Ještě před zrušením Enterprise se podílel na tvorbě nového sci-fi seriálu Threshold, jehož vysílání bylo zahájeno v září 2005. Kvůli nízké sledovanosti jej ale stanice CBS stáhla z programu již po prvních devíti dílech, zbytek jediné natočené řady (celkem 13 epizod) odvysílala britská stanice Sky1, koproducent seriálu. V letech 2009–2010 působil Braga jako výkonný producent sedmé a osmé řady seriálu 24 hodin. Spoluvytvořil také sci-fi seriál Flash Forward - Vzpomínka na budoucnost, jehož první a jediná řada byla odvysílána v letech 2009 a 2010; poté byl seriál zrušen.